# Rokyténka
Rokyténka je menší vodní tok v Broumovské vrchovině, pravostranný přítok Rokytníku v okrese Náchod v Královéhradeckém kraji. Délka toku měří 2 km.

## Průběh toku
Potok pramení v Rokytníku pod horou Turov (602 m) v nadmořské výšce 461 metrů a teče jihovýchodním směrem. Potok protéká Rokytníkem, teče jak kolem kaple Nejsvětější Trojice, tak evangelického kostela. Potok tvoří pomyslnou osu této vesnice. Rokyténka se na východě Rokytníku zprava vlévá do Rokytníku v nadmořské výšce 391 metrů.